# Almir Turković
Almir Turković (ur. 3 listopada 1970 w Sarajewie) – bośniacki piłkarz grający na pozycji napastnika, reprezentant kraju.

## Kariera reprezentacyjna
W reprezentacji Bośni i Hercegowiny zadebiutował w 1995. W reprezentacji Bośni i Hercegowiny występował w latach 1995–2003. W sumie w reprezentacji wystąpił w 7 spotkaniach.

## Statystyki
| Reprezentacja Bośni i Hercegowiny | Reprezentacja Bośni i Hercegowiny | Reprezentacja Bośni i Hercegowiny |
| Rok                               | Mecze                             | Gole                              |
| --------------------------------- | --------------------------------- | --------------------------------- |
| 1995                              | 1                                 | 0                                 |
| 1996                              | 1                                 | 0                                 |
| 1997                              | 0                                 | 0                                 |
| 1998                              | 1                                 | 0                                 |
| 1999                              | 3                                 | 0                                 |
| 2000                              | 0                                 | 0                                 |
| 2001                              | 0                                 | 0                                 |
| 2002                              | 0                                 | 0                                 |
| 2003                              | 1                                 | 0                                 |
| Razem                             | 7                                 | 0                                 |